# Слобідка-Залісецька
Слобідка-Залісецька — село в Україні, в Маківській сільській територіальній громаді Хмельницької області.

## Назва
Назва поселення складається з двох частин, перша його частина – Слобідка, вказує на тип поселення у часи його заснування, друга – Залісецька, на те, що воно було приписано до Залісців.

## Географія
За 2 кілометри від села Слобідка-Рахнівська в західній стороні розташувалося село Слобідка-Залісецька та за 25 кілометрів автодорогами від районного центру міста Кам'янець-Подільський. Через село тече річка Гниловодка.

## Історія
Заснування села Слобідка-Залісецька припадає на кінець XVIII століття.
Населення Слобідки-Залісецької походить від сусіднього села Залісці, оскільки навіть прізвища в селі такі, як в Залісцях. Про це підтверджують метричні довідки Залісецького костелу.
По обидва боки дороги між селами Слобідка-Рахнівська і Слобідка-Залісецька було розташоване поселення Павловщина.
Радянська окупація принесла колективізацію та розкуркулення.
У 1932–1933 роках селяни пережили Голодомор, а згодом роки Великого терору 1936–1937 років.
В Слобідці-Залісецькій було організовано колгосп, який очолив Ферук С.М.. В колгоспі було організовано городню бригаду, яку в 50-х роках очолив Шевчук Іван В'ячеславович.
В 50-х роках колгоспи сіл Слобідка-Рахнівська та Слобідка-Залісецька об'єдналися.
В 1969 році колгоспи приєднали до Маківського колгоспу «Україна», яким керував Віталій Володимирович Стеньгач.
З 1991 року в складі незалежної України.
З 2015 року село Слобідка-Залісецька ввійшло до Маківської об’єднаної територіальної громади, до цього органом місцевого самоврядування була Маківська сільська рада.
17 липня 2020 року, в результаті адміністративно-територіальної реформи та ліквідації Дунаєвецького району, село увійшло до складу Кам'янець-Подільського району.

## Населення
За переписом населення України 2001 року в селі мешкало 121 особа.
Згідно перепису 2015 року в селі Слобідка-Залісецька проживає 102 особи, серед яких 62 чоловіки працездатного віку, 11 дітей війни. Населення села скоротилось на 15,70 % порівняно зі 2001 роком.

### Мова
У селі поширені західноподільська говірка та південноподільська говірка, що відносяться до подільського говору, який належить до південно-західного наріччя.
| Мова       | Кількість | Відсоток |
| ---------- | --------- | -------- |
| українська | 121       | 100%     |

## Галерея

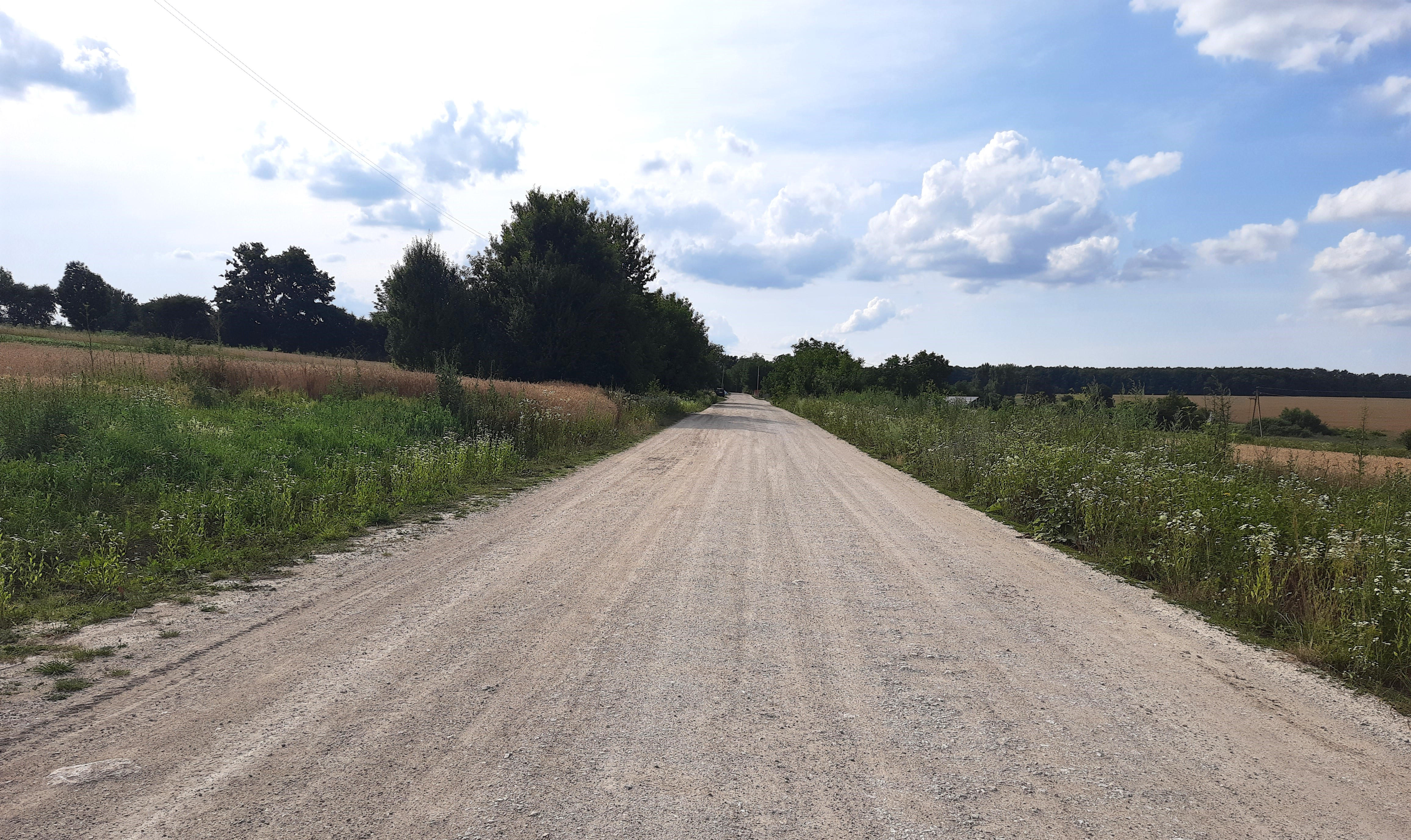
Дорога в село
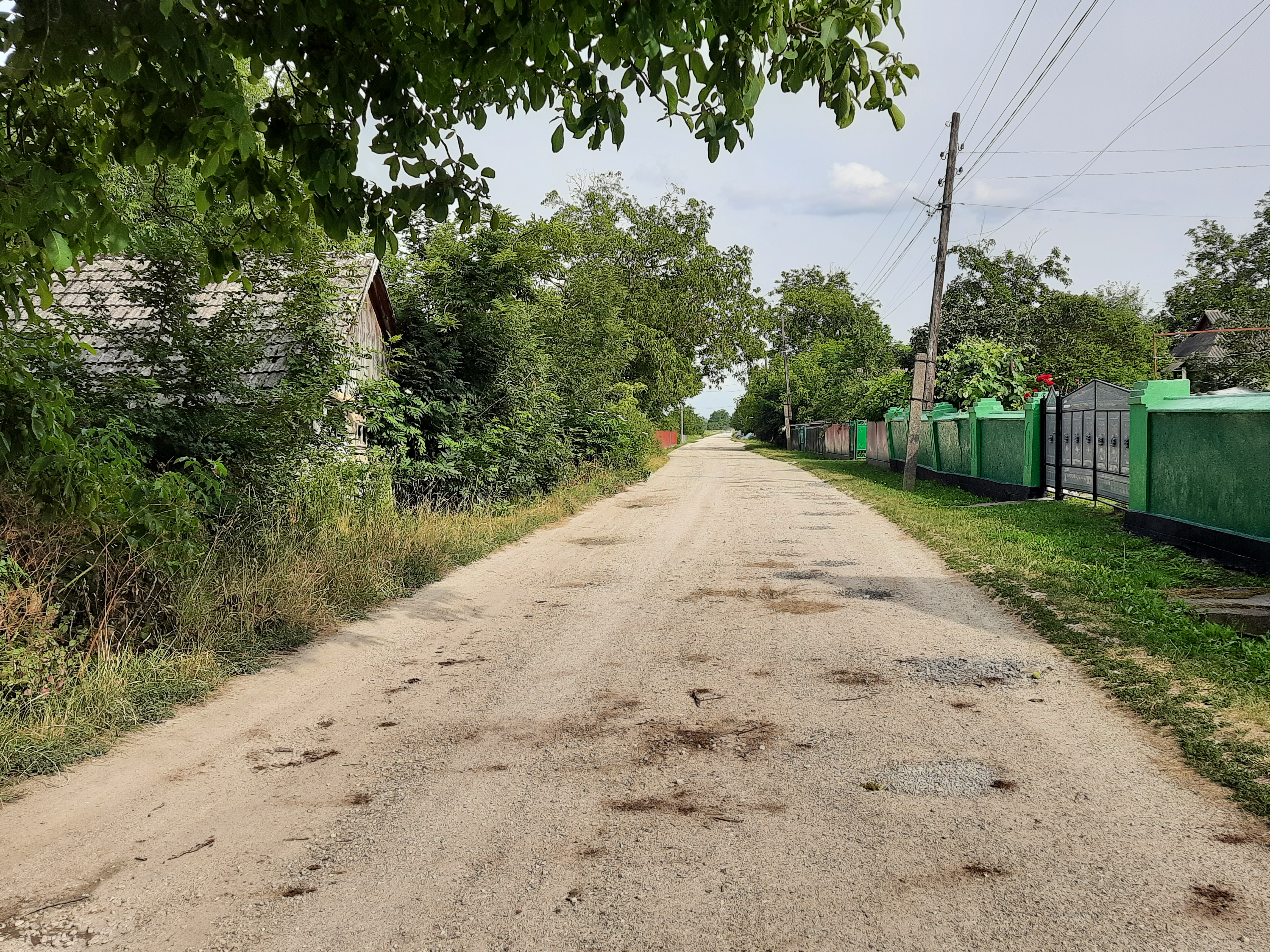
Сільська вулиця
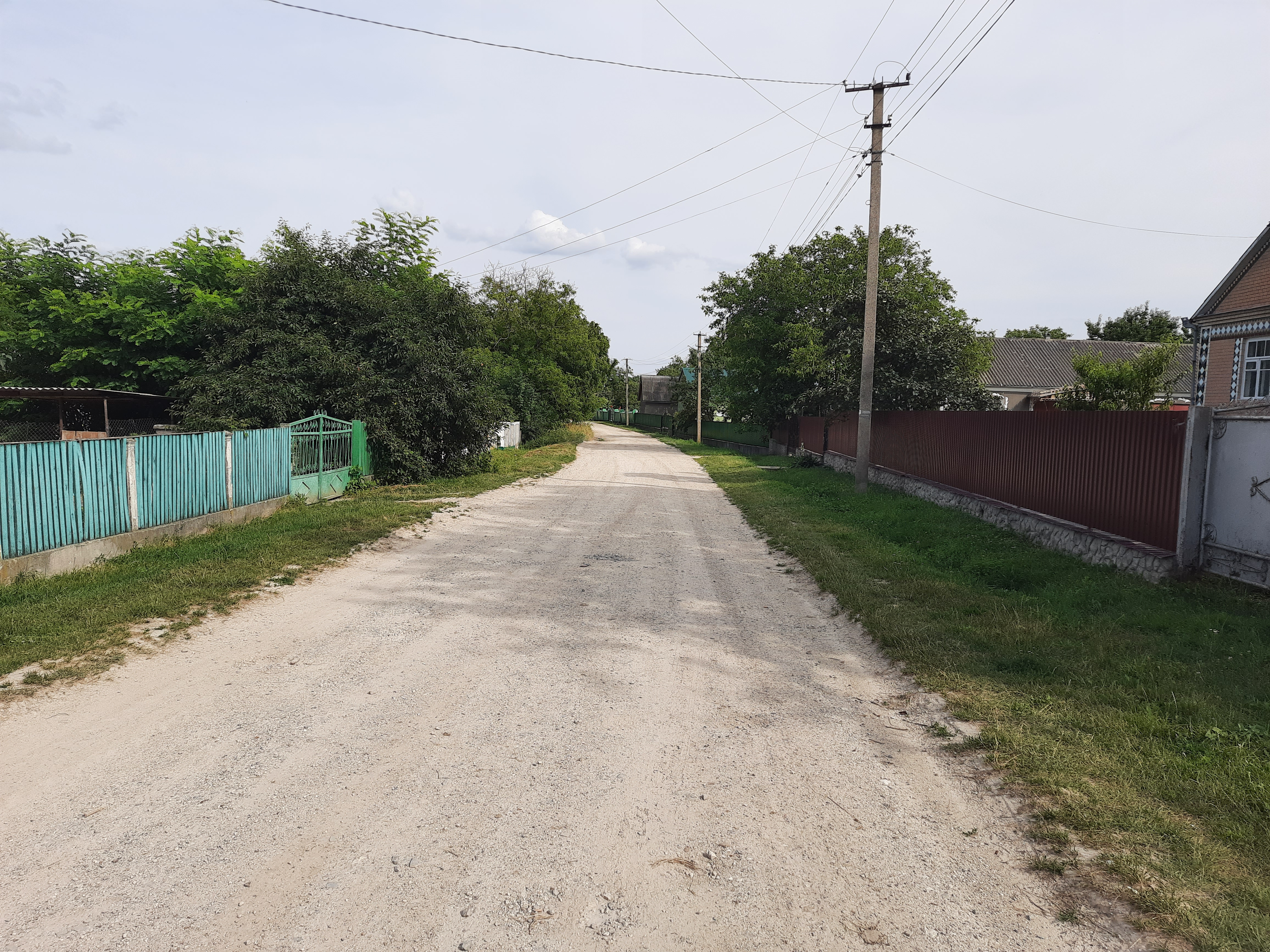
Сільська вулиця
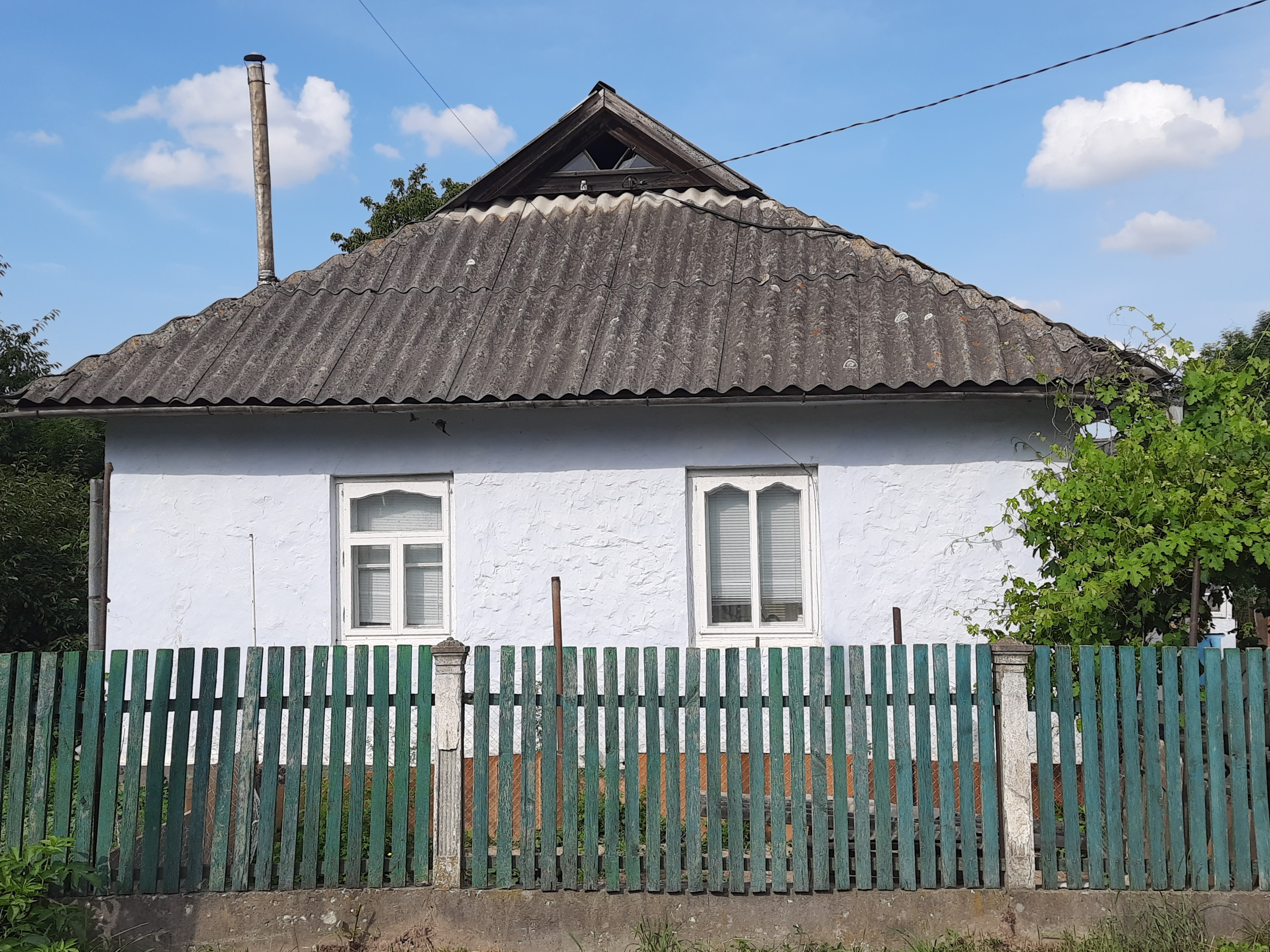
Сільська хата
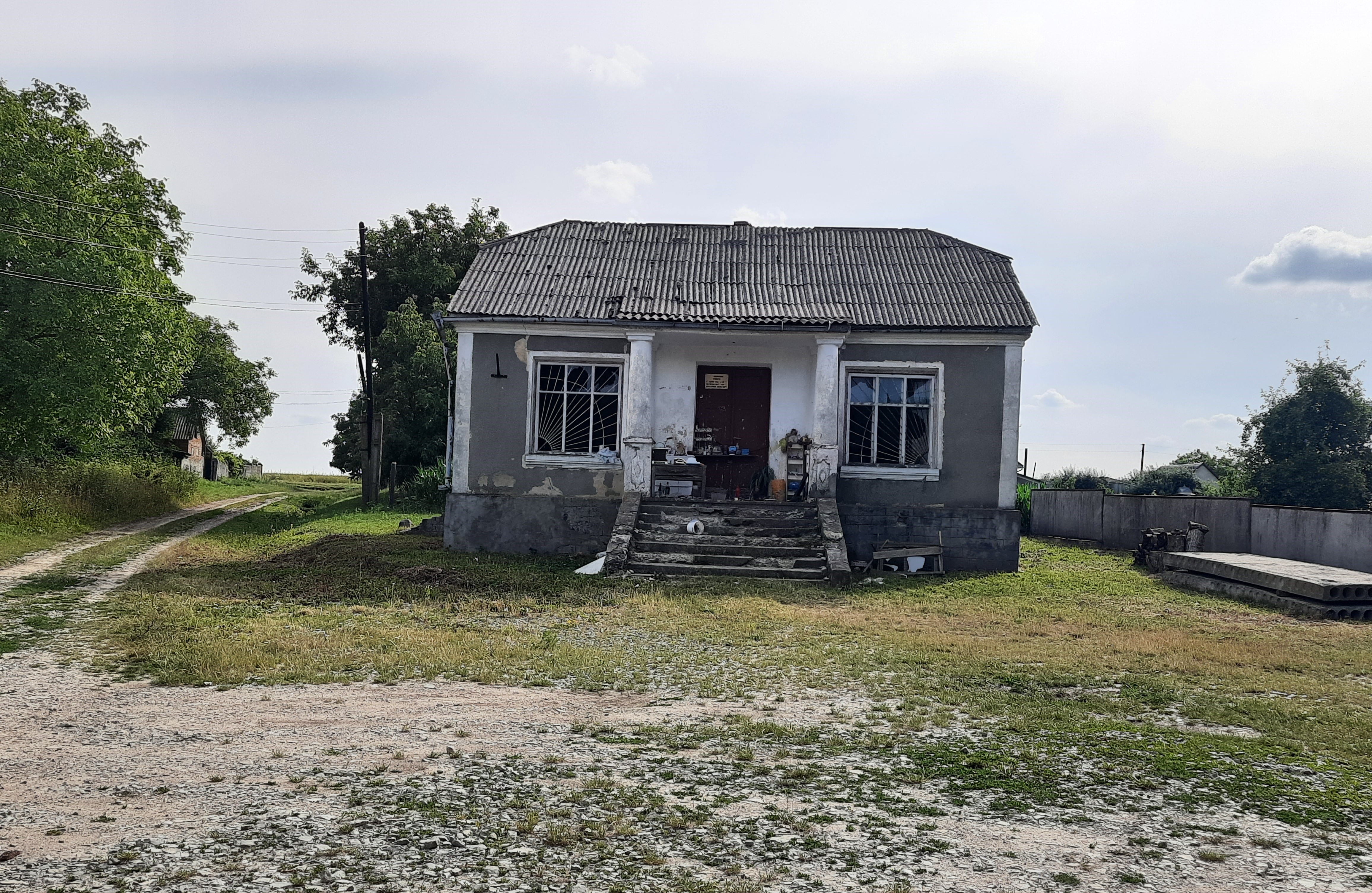
Крамниця
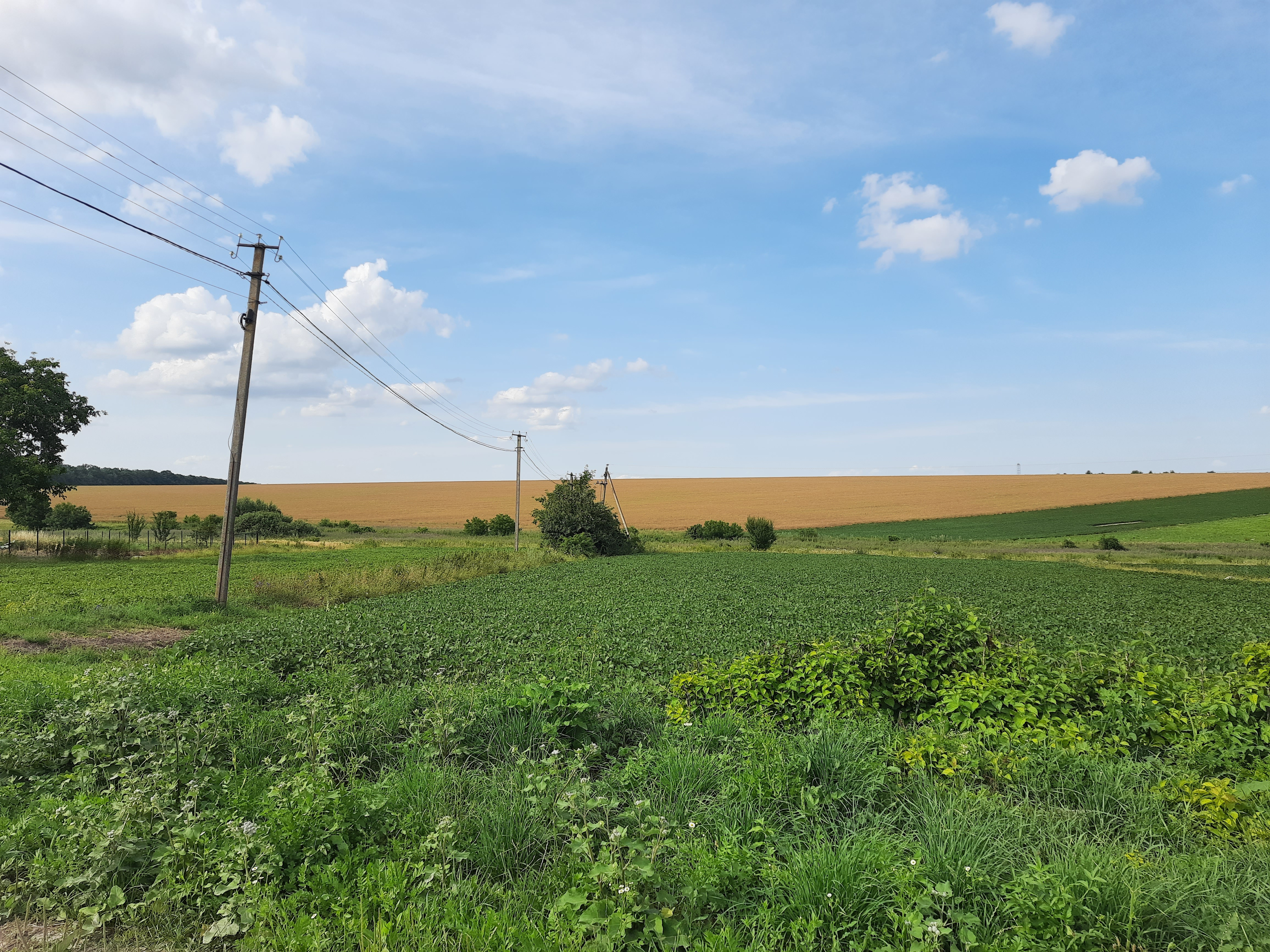
Краєвид біля села